# Петко Каравелов (булевард в София)
„Петко Каравелов“ е булевард в жк „Иван Вазов“, район „Триадица“, София. Наречен е на българския политик и министър-председател Петко Каравелов.
Минава до Южния парк. Простира се между бул. „България“ и ул. „Бяла черква“. Паралелен е на бул. „Витоша“, източно от него.

## Обекти
На бул. „Петко Каравелов“ или в неговия район се намират следните обекти (от север на юг):
- Южния парк (по цялото протежение на булеварда)
- Перловска река (по цялото протежение на булеварда)
- Гарнизонно стрелбище
- Национална търговско-банкова гимназия
- 14-и ДКЦ
- Читалище „Д-р П. Беров“
- Тенис-клуб
- Спортен комплекс „Спартак“